# 大久保昇 (内田洋行)
大久保 昇（おおくぼ のぼる、1954年7月1日 - ）は、日本の実業家、経営者。株式会社内田洋行代表取締役社長。大阪府藤井寺市出身。

## 経歴
- 1954年7月1日生まれ。
- 1979年3月 - 京都大学工学部卒業。株式会社内田洋行入社。
- 2003年7月 - 取締役教育システム事業部長。
- 2005年7月 - 常務取締役マーケティング本部副本部長兼教育システム事業部長。
- 2008年7月 - 取締役専務執行役員マーケティング本部長兼営業本部教育システム事業部長。
- 2010年7月 - 取締役専務執行役員公共事業本部長兼教育システム事業部長兼教育総合研究所長。
- 2013年7月 - 取締役専務執行役員営業統括本部長兼公共本部長兼教育総合研究所長。
- 2014年7月 - 代表取締役社長（現在）。

## 肩書
- 公益社団法人日本理科教育振興協会会長
- 一般財団法人日本視聴覚教育協会会長
- 一般社団法人日本教育情報化振興会（JAPET&CEC）副会長
- 一般社団法人日本教材備品協会（JEMA）会長
- 宮崎県立みやざき林業大学校名誉校長
- 一般社団法人日本オフィス家具協会副会長
- 公益社団法人日本ファシリティマネジメント協会理事